# Palatinus-tó
Der Palatinus-tó (Palatinus-See) ist der größte See der Stadt Esztergom (Gran) in  Ungarn. Er wird durch Grundwasser gespeist und zählt zu den saubersten Badeseen des Landes.
Der See entstand durch Braunkohletagebau unweit des Kohlezentrums Dorog (Drostdorf). Nach der Kohle wurde hier auch Sand abgebaut. Er erhielt seinen Namen durch Budapester Schwimmer, die die Wasserqualität mit dem Palatinus-Strandbad der Hauptstadt verglichen. Nach dem See selbst wurden ein Kaufhaus, ein lokaler Fernsehsender und ein Hotel benannt.

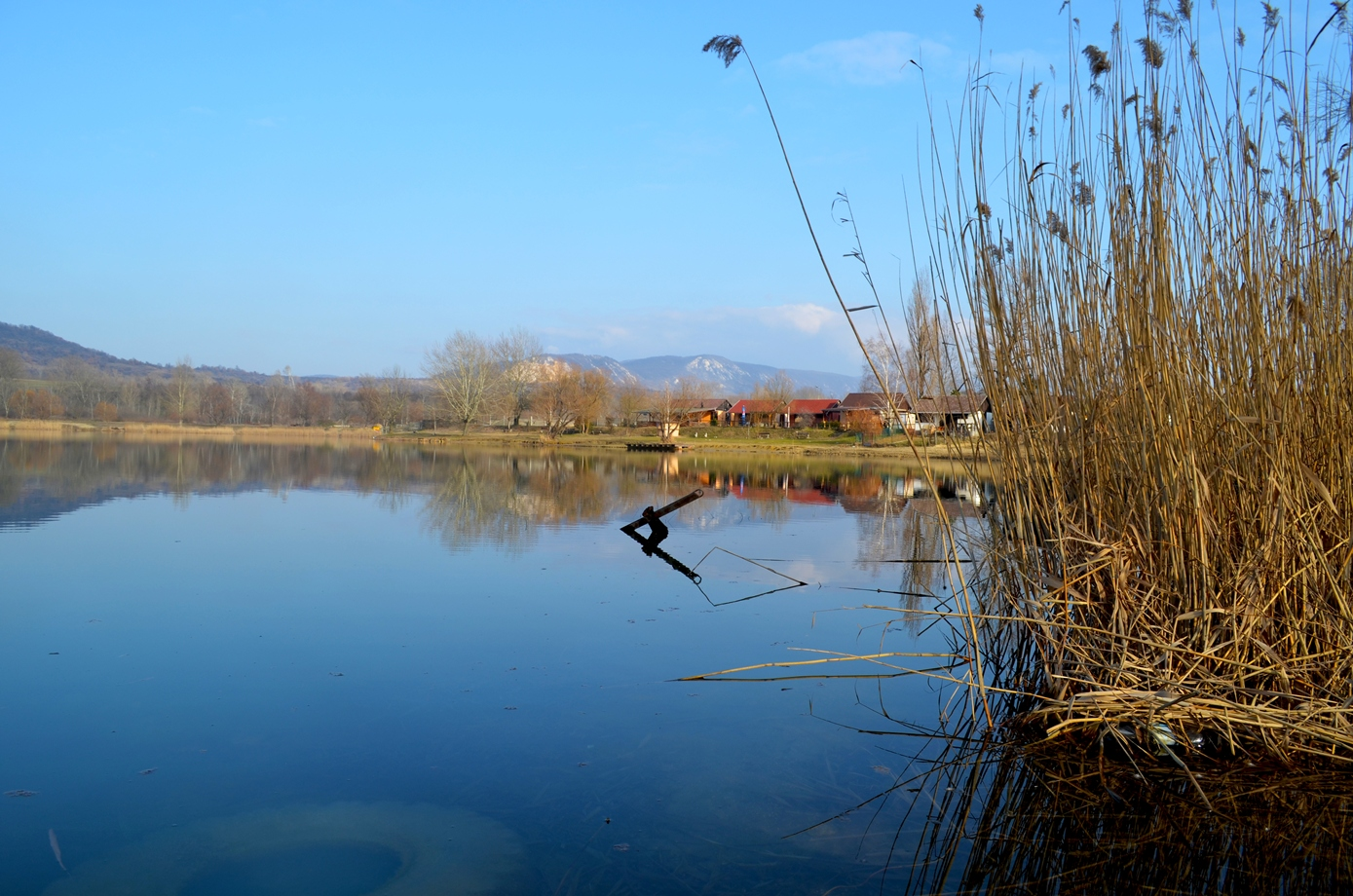
Palatinus-tó

Am Nordufer des Sees befindet sich das Strandbad und eine Tauchbasis. Ein Tauchermuseum (Búvármúzeum) wurde 2006 eingerichtet. Am Südufer haben Angler ihre Häuschen gebaut, gefischt wird hier seit 1953.